# Aasmund Olavsson Vinje

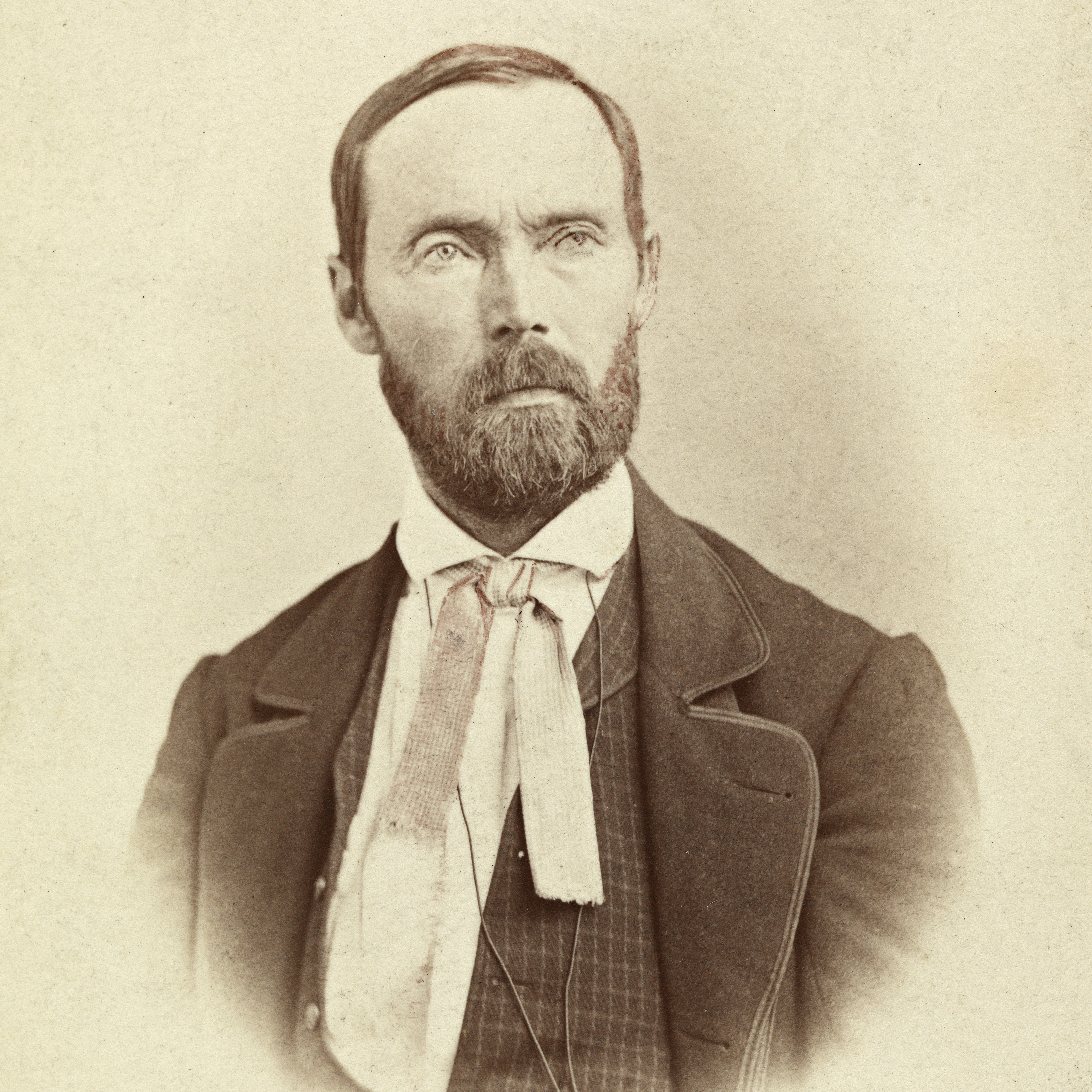
Aasmund Olavsson Vinje

Aasmund Olavsson Vinje (Vinje (Telemark), 6 april 1818 - Hadeland, 30 juli 1870) was een Noorse dichter en journalist. 

## Levensloop
Vinje werd geboren in een arme maar belezen familie in Vinje, Telemark, Noorwegen. Hij was leergierig en onderhield zich gedeeltelijk door les te geven. Hij deed toelatingsexamen voor de universiteit nadat hij met Henrik Ibsen op dezelfde school had gezeten. Vinje studeerde rechten en werd advocaat. Hij richtte het blad Dølen op in 1858, waarin hij reisverhalen en commentaren op kunst, taal en politiek publiceerde. De Dølen stopte in 1870.
Hij bracht zijn laatste dagen door op het platteland en stierf aan maagkanker in 1870. Hij werd begraven in Gran, nabij de Søsterkirkene (zusterkerk).

## Werk
Vinje besteedde in zijn werk veel aandacht aan de verschillen tussen het stadsleven en het platteland in Noorwegen en was een belangrijke vertegenwoordiger van de Noorse nationale romantiek. Hij stond bekend om zijn scepticisme en om het feit dat hij vaak zowel pro- als contra argumenten hanteerde om confirmation bias te vermijden. Hij was politiek zeer actief. De regering ontsloeg hem als hun advocaat, omdat hij het buitenlandse beleid had bekritiseerd. 
Een door Vinje geschreven reeks gedichten werd door Edvard Grieg verwerkt tot de liederencyclus 12 melodier (opus 33, 1880).
- Bibsys: 90085077
- Bibliothèque nationale de France: cb12251254j (data)
- CiNii: DA0924139X
- Gemeinsame Normdatei: 119009862
- International Standard Name Identifier: 0000 0000 8115 5004
- KulturNav: a9b6d3c6-18e4-4b30-84ec-794bfef9bb93
- Library of Congress Control Number: n85249259
- MusicBrainz: 0064dc93-7f4b-44f4-bbec-167724ef0bce
- Nationale Bibliotheek van Tsjechië: mzk2015869411
- Nationale Bibliotheek van Israël: 987007396512005171
- Nederlandse Thesaurus van Auteursnamen: 072653485
- Istituto Centrale per il Catalogo Unico: DDSV223060
- LIBRIS: 258265
- SNAC: w64q7vmc
- Système universitaire de documentation: 031264115
- Trove: 1532481
- Virtual International Authority File: 36974188
- WorldCat: E39PBJqFR8KwXx3PpQPPCBjBfq